# Karathóna
Karathṓna  (grec moderne : Καραθώνα) est un site côtier du Golfe Argolique, avec une plage, situé à quelques kilomètres au sud-est de la ville de Nauplie,  Dème des Naupliens dans la péninsule de l'Argolide dans le Péloponnèse en Grèce.

## Plage de Karathṓna
La plage de sable et de gravier de Karathṓna est un lieu très fréquenté l'été. Il est possible d'accéder à la baie et à la plage de Karathóna depuis Nauplie en voiture (même route que pour monter à la forteresse Palamède ; grand parking à proximité de la plage), mais aussi à pied par une promenade bien aménagée le long de la côte (4 à 5 km).

## Quelques vues du site

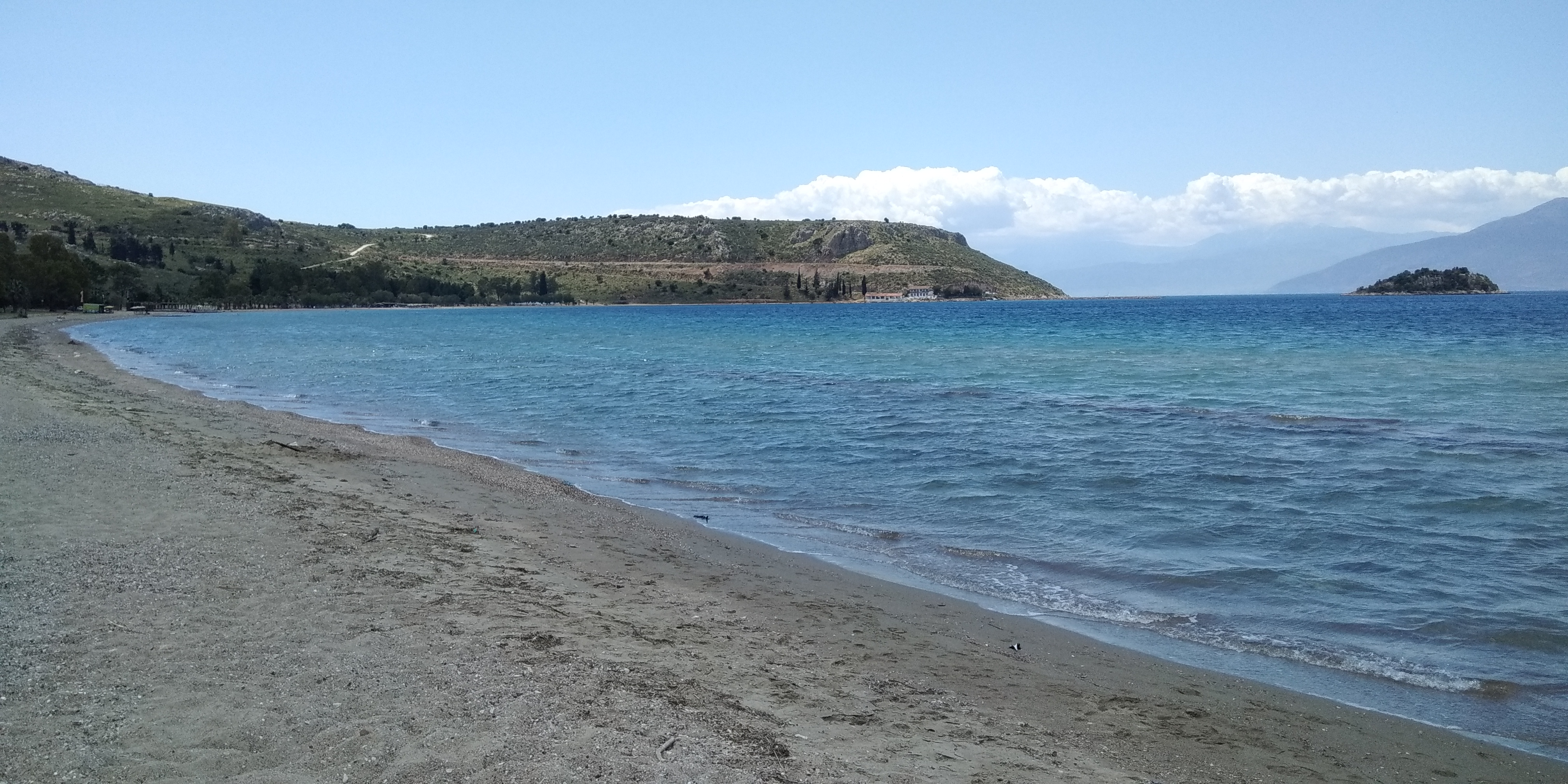
Vue de la plage coté sud-est.
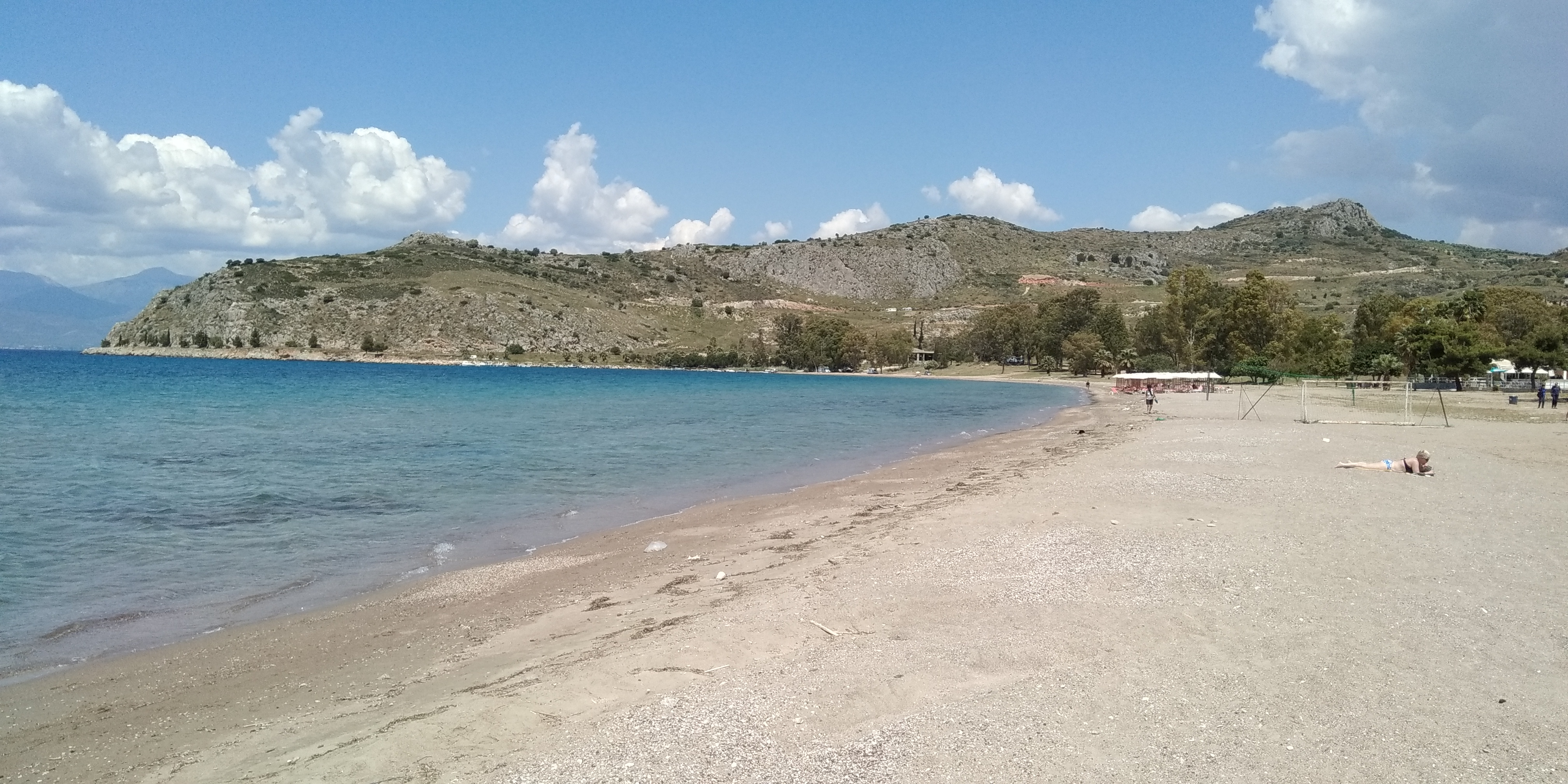
Vue de la plage coté nord-ouest.
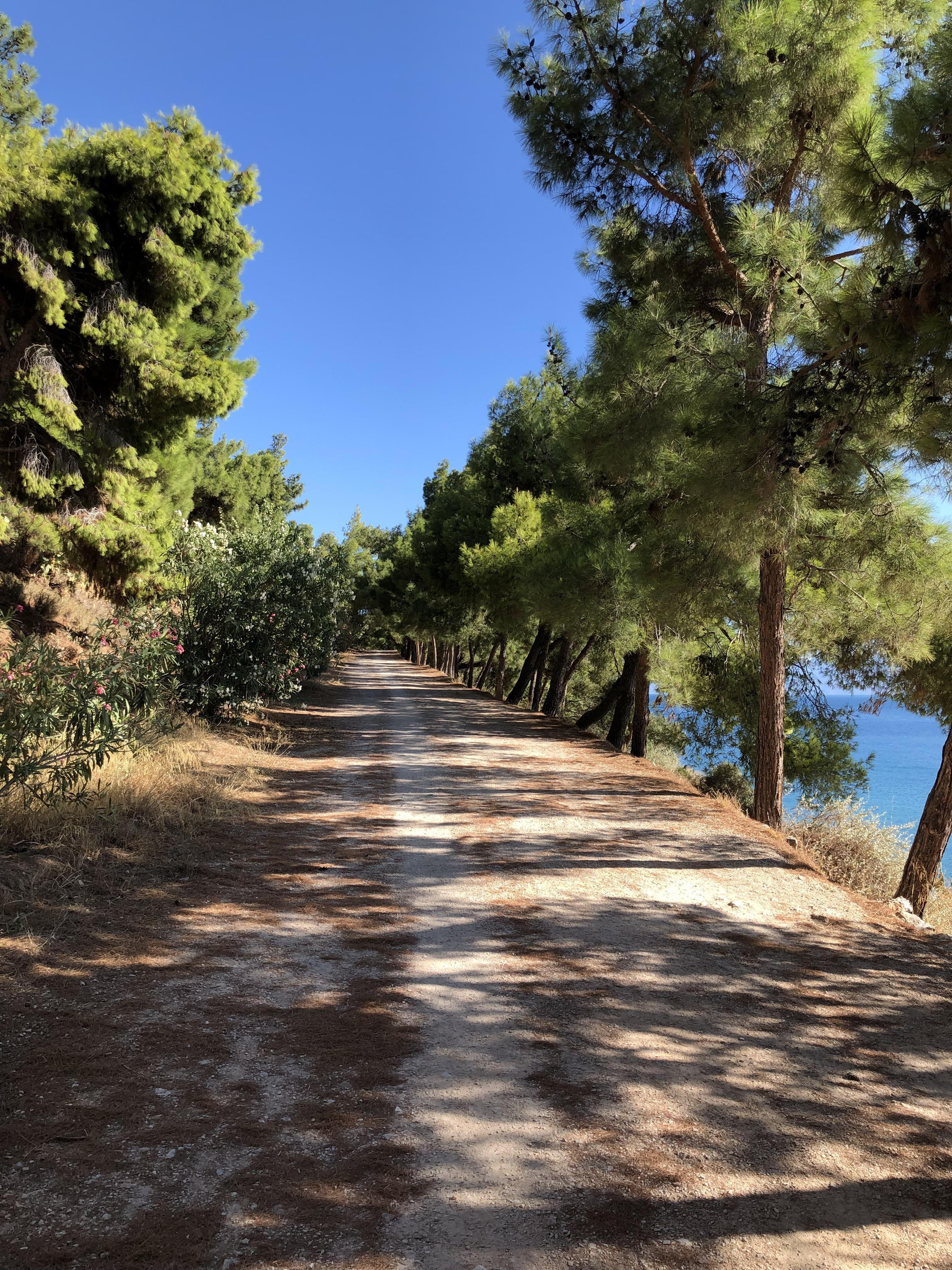
Promenade menant de Nauplie à Karathóna.